# Chlorocypha aphrodite
Chlorocypha aphrodite är en trollsländeart som först beskrevs av Le Roi 1915.  Chlorocypha aphrodite ingår i släktet Chlorocypha och familjen Chlorocyphidae. IUCN kategoriserar arten globalt som livskraftig. Inga underarter finns listade i Catalogue of Life.